# Sinové
Sinové (řecky Σίνα, německy von Sina, nebo též Sina de Hodes et Kirgia) byl rod významných obchodníků a bankéřů v Rakousku-Uhersku. Rod vlastnil pozemky také na území Českého království.

## Původ a historie rodu
Rod má vzdálený původ v kmeni Vlachů z Epiru. V 17. století se usadili v Moschopoli (Voskopojë), důležitém obchodním centru v oblasti dnešní jihovýchodní Albánie (Severní Epirus). Věnovali se obchodu s pozemky mezi Osmanskou říší a Rakousko-Uherskem, z něhož vyplynuly první významné zisky rodu.
Později se stali občany Rakouska-Uherska a získali privilegia velkoobchodu. Své podnikání rozšířili o zakládání textilních továren, koupě pozemků, přímý obchod s bavlnou z Indie. Významný byl rovněž jejich podíl na železniční dopravě a silná přítomnost v dunajské plavbě a budování přístavů.
Do šlechtického stavu byl s titulem "svobodný pán" povýšen spolu se svými syny roku 1818 Jiří Šimon Sina. měl syny Jiřího a Jana, kteří na Moravě vlastnili rozsáhlá panství: statek Velehrad, Rosice, Prštice, Brumov, Hrotovice, Dalešice, Myslibořice, Krhov, Slavětice a Valeč.
Roku 1876 rod vymřel po meči a roku 1884 smrtí dcery Jiřího Siny, Ifigenie Ghikové de Defanfalvalt, provdané de Castries, vymřela rodová linie zcela.

## Význační členové rodu
Mezi nejznámějšími členy rodu patřili Georg Simon von Sina (Γεώργιος Σίνας, 1782–1856) a jeho syn Simon von Sina (Σίμωνας Σίνα, 1810–1876), kteří byli národními dobrodinci Řecka.
Kvůli absenci mužských potomku rod vyhasl po meči a jeho další osud není znám. Obchodní a bankovní společnosti byly rozpuštěny v roce 1881.
- Georgios Sínas (Voskopojë, 1715 -?), manželka Eleni Tyrkaová
  - Simeón (Simon) Sínas, (Moschopolis, 1753 - Vídeň, 22. srpna 1822), první manželka Irini Tsippiová (1767 - 1793), druhá manželka Aikaterini Gyraová.
    - Georg Simon von Sina (Georg Simon Sina, Freiherr von Hodos und Kisdia, 20. listopadu 1783, Niš - 18. května 1856, Vídeň), dítě z prvního manželství. Manželka Katherina Dérra (Catharina Dera de Moroda, 1792 - 1852)
    - Johann Sina (Ιωάννης Σίνας, 1804 – 1869), dítě z druhého manželství. Manželka Maria Nikarousi, bez dětí.[3]
      - Simon Georg von Sina (Simon Georg Sina Freiherr von Hodos und Kisdia, 15. srpna 1810, Vídeň - 15. dubna 1876 tamtéž), manželka Ifigenia Ghiková (1815-1884)

(Simon) Anastasius Sina (1838 - 1889), manželka Viktora Aeginius von Wieffen
(Simonos) Irini Sina, (1840 - 1881), manžel George Mavrokordatos
(Simonos) Eleni Sina, (1845 - 1893), manžel Grigorios Ypsilantis
(Simon) Ifigenia Sina (1846 - 1914), první manžel Edmond de la Croix, druhý manžel Emmanuel de Arcour
Pouze jediná dcera, která měla potomky, byla Eleni Sina. Její děti byly:
- Hariklia Ypsilantis
- Ifigenie Ypsilantis
- Emmanuel Ypsilantis
- Theodoros Ypsilantis [4]